# Cissoide

Costruzione di una cissoide. La cissoide è formata dai punti P al variare della retta L

In geometria, una cissoide è una curva generata in base a due curve date C1, C2 e un punto O (polo). Data una qualsiasi retta L passante per O e intersecante C1 in P1 e C2 in P2, e dato P il punto su L tale che OP = P1P2 (ci sono in realtà due di tali punti, ma P è scelto nella stessa direzione rispetto a O in cui si trova P2 rispetto a P1), allora il luogo dei punti P è definito cissoide delle curve C1 e C2 relativamente a O.
La parola cissoide deriva dal greco kissoeidēs "forma di edera" da kissos "edera" e -oeidēs "simile a".